# Ján Zvara
Ján Zvara (Checoslovaquia, 12 de febrero de 1963) es un atleta checoslovaco retirado especializado en la prueba de salto de altura, en la que consiguió ser medallista de bronce mundial en pista cubierta en 1987.

## Carrera deportiva
En el Campeonato Mundial de Atletismo en Pista Cubierta de 1987 ganó la medalla de bronce en el salto de altura, con un salto por encima de 2.34 metros, tras los saltadores soviéticos Igor Paklin y Hennadiy Avdyeyenko, ambos con 2.38 metros.